# Luchino Visconti (regisseur)
Luchino Visconti di Modrone, graaf van Lonate Pozzolo (Milaan, 2 november 1906 – Rome, 17 maart 1976) was een Italiaans scenarioschrijver en theater-, film- en operaregisseur.

## Biografie
Luchino Visconti werd geboren in Milaan als telg uit een oud adellijk geslacht. In de jaren 30 trok hij naar Parijs, waar hij zijn loopbaan als filmmaker begon als assistent-regisseur van Jean Renoir bij de film Une Partie de campagne. Na een reis naar de VS keerde hij terug naar Italië, waar hij in 1939-1940 nogmaals als assistent-regisseur van Renoir werkte, ditmaal bij de film Tosca. Door het uitbreken van de Tweede Wereldoorlog.werd de film afgemaakt door Renoirs co-scenarist Carl Koch.
In 1943 schreef Visconti samen met Gianni Puccini, Antonio Pietrangeli en Giuseppe De Santis het draaiboek van Ossessione (1943), de eerste film die hij zelf regisseerde. Critici beschouwen deze film als een voorbode voor het Italiaans neorealisme. Na de Tweede Wereldoorlog werd Visconti marxist. Die ideologie speelde een belangrijke rol in zijn tweede speelfilm La terra trema (1948).
Daarna brak Visconti met het neorealisme. Voortaan maakte hij gestileerde, bijwijlen zelfs barok aandoende drama's. De films Le notti bianche (1957), Il gattopardo (1963), The Damned (1969), Death in Venice (1971) en L'innocente (1976) gelden als zijn bekendste werken. Met het veelgeprezen Rocco e i suoi fratelli (1960) keerde hij nog eenmaal terug naar het neorealisme. Terugkerende thema's in Visconti's film zijn moreel verval en klassenstrijd tegen de achtergrond van een substantieel veranderende maatschappij.
Naast filmregisseur was Visconti ook een gevierd theaterregisseur. Tussen 1946 en 1960 ensceneerde hij verschillende opvoeringen van de Rina Morelli-Paolo Stoppa Compagnie. Bovendien regisseerde hij diverse opera's, waaronder diverse met Maria Callas Vooral zijn interpretaties van opera's van Giuseppe Verdi oogstten veel bijval. In 1948 kwam hij via de Franse ontwerper Coco Chanel in contact met de Spaanse surrealist Salvador Dalí, met wie hij een samenwerking aanging om een opvoering van William Shakespeares pastorale komedie As You Like It te arrangeren. Dalí ontwierp hiervoor de decors en kostuums.
Hoewel hij er nooit openlijk over praatte, gold Visconti's homoseksualiteit als algemeen bekend en verscheen hij vaak publiekelijk in het bijzijn van zijn vriend Helmut Berger. Homoseksualiteit was ook een thema in enkele van zijn films, met name in Ludwig.
Luchino Visconti stierf in 1976 in Rome op 69-jarige leeftijd.

## Werken
Geregisseerde films:
- 1943 - Ossessione
- 1948 - La terra trema
- 1951 - Bellissima
- 1954 - Senso
- 1957 - Le notti bianche
- 1960 - Rocco e i suoi fratelli
- 1962 - Boccaccio '70 (anthologiefilm, episode Il Lavoro)
- 1963 - Il gattopardo
- 1965 - Vaghe stelle dell'orsa
- 1967 - Le streghe (anthologiefilm, episode La strega bruciata viva)
- 1967 - Lo straniero
- 1969 - The Damned
- 1971 - Death in Venice
- 1973 - Ludwig
- 1974 - Conversation Piece
- 1976 - L'innocente

Geregisseerde theatervoorstellingen: (selectie)
- Antigone van Jean Anouilh (1945)
- Orestes van Vittorio Alfieri (1949)
- Drie zusters van Anton Tsjechov (1952)
- Medea van Euripides (1953)
- L'impresario di Smirne van Carlo Goldoni (1957)
- L'Arialda van Giovanni Testori (1960)
- De kersentuin van Anton Tsjechov (1965)
- Egmont van Johann Wolfgang von Goethe (1967)
- La monaca di Monza van Giovanni Testori (1967)

Geregisseerde operavoorstellingen: (selectie)
- La traviata van Giuseppe Verdi (1955, 1963, 1967)
- Anna Bolena van Gaetano Donizetti (1957)
- Iphigénie en Tauride van Christoph Willibald Gluck (1957)
- Macbeth van Giuseppe Verdi (1958)
- Salomé van Richard Strauss (1961)
- Le nozze di Figaro van Wolfgang Amadeus Mozart (1964)
- Il trovatore van Giuseppe Verdi (1964)
- Falstaff van Giuseppe Verdi (1966)
- Manon Lescaut van Giacomo Puccini (1973)

- Bibsys: 90054366
- Biblioteca Nacional de España: XX1724110
- Bibliothèque nationale de France: cb12017722k (data)
- Catàleg d'autoritats de noms i títols de Catalunya: 981058525156406706
- CiNii: DA04284158
- Gemeinsame Normdatei: 118627228
- International Standard Name Identifier: 0000 0001 2131 8788
- Library of Congress Control Number: n79039716
- Nationale Bibliotheek van Letland: 000220144
- MusicBrainz: 5ff17095-6d4c-43fd-9e4f-42fab2cef45b
- Bibliotheek van het Japanse parlement: 00459794
- Nationale Bibliotheek van Tsjechië: jn20000701909
- Nationale bibliotheek van Australië: 35825813
- Nationale Bibliotheek van Israël: 987007277658705171
- Nationale Bibliotheek van Polen: a0000001230830
- Nationale en Universitaire bibliotheek Zagreb: 000206124
- Nederlandse Thesaurus van Auteursnamen: 069110212
- Réseau des bibliothèques de Suisse occidentale: 02-A003945178
- RKD-Nederlands Instituut voor Kunstgeschiedenis: 404264
- Istituto Centrale per il Catalogo Unico: CFIV013289
- LIBRIS: 206621
- SNAC: w6jd903p
- Système universitaire de documentation: 028316088
- Trove: 1104951
- Union List of Artist Names: 500086524
- Virtual International Authority File: 49237034
- WorldCat: E39PBJd3JY8vgR6rBBQJCHxv73

Ossessione (1943) · La terra trema (1950) · Bellissima (1951) · Senso (1954) · Le notti bianche (1957) · Rocco e i suoi fratelli (1960) · Il gattopardo (1963) · Vaghe stelle dell'orsa (1965) · Lo straniero (1967) · The Damned (1969) · Death in Venice (1971) · Ludwig (1972) · Conversation Piece (1974) · L'innocente (1976)